# Stand de limonade
 (mars 2023).
Si vous disposez d'ouvrages ou d'articles de référence ou si vous connaissez des sites web de qualité traitant du thème abordé ici, merci de compléter l'article en donnant les références utiles à sa vérifiabilité et en les liant à la section « Notes et références ».

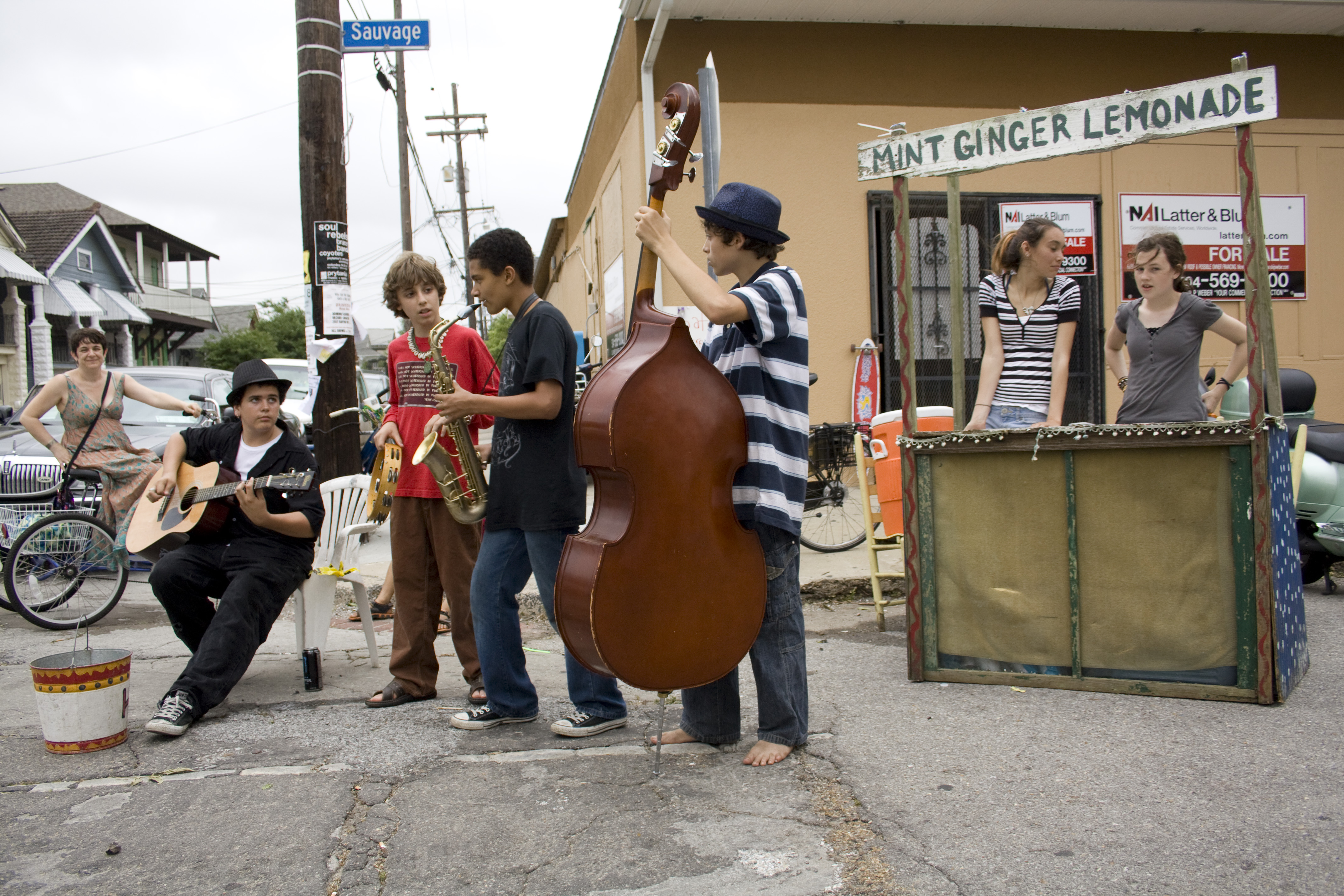
Un stand de limonade à La Nouvelle-Orléans (à droite).

Un stand de limonade est un commerce informel généralement toléré en Amérique du Nord parce qu'il est communément exploité par un ou plusieurs enfants pour vendre de la limonade lors de certaines occasions (collecte de fonds, fête scolaire).
Ils sont généralement en violation de plusieurs lois, dont l'exploitation d'un commerce sans permis, des problèmes potentiels liés à la santé et parfois aux lois sur le travail des enfants.
Ce type de commerce se retrouve notamment aux États-Unis.
Lemonade Stand (1973) et Lemonade Tycoon (2003) sont des jeux vidéo ayant pour sujet les stands de limonade.